# Allégorie (arts visuels)
Pour la notion plus générale, voir Allégorie.

La Liberté guidant le peuple, par Delacroix, 1830

Dans le domaine des arts visuels, une allégorie est la représentation d'une idée abstraite ou d'une fable par une figure humaine, quelquefois animale ou hybride (lion, dragon, centaure). Des attributs donnent des indications sur l'interprétation qu'il convient de faire de l'ouvrage.
« L'allégorie ne trouve son plein sens que dans la proposition qui en livre la clé ».

## Situation de l'allégorie dans l'art
Les exemples d'allégorie sont légion en peinture et en sculpture en Occident. En France, l'Académie faisait de l'allégorie la catégorie supérieure dans la hiérarchie des genres artistiques. Ce type de travail était donc particulièrement susceptible d'obtenir des commandes officielles et des prix élevés. L'élévation du statut de l'allégorie correspondait à une volonté politique royale, plus, si l'on en juge par le texte des Conférences de l'Académie, qu'à un intérêt particulier des artistes. Les critiques contre le langage allégorique se font entendre dès les premières années.

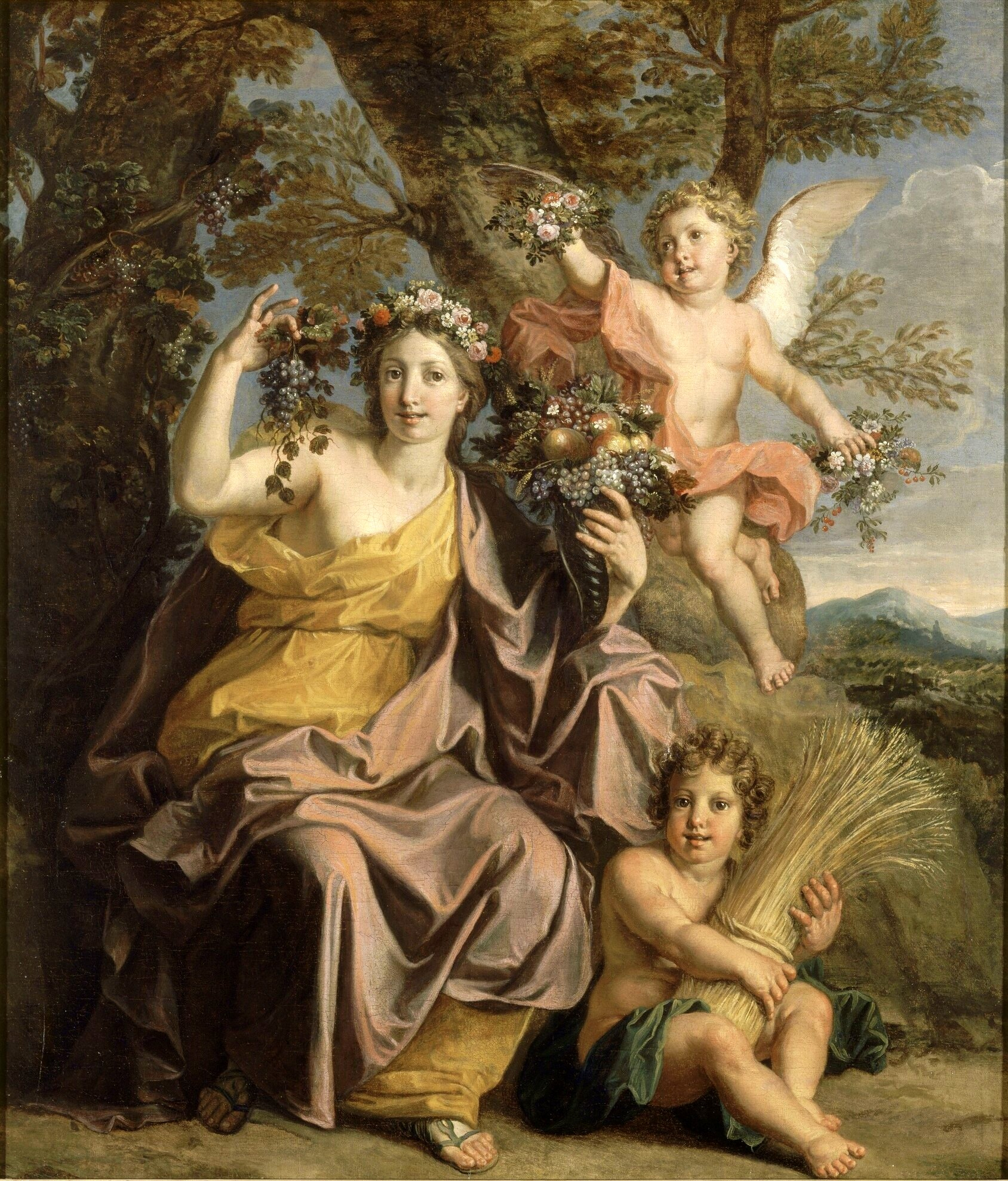
Abundantia, par Noël Coypel, 1700

Le point de vue classique différencie les allégories des figures symboliques en ce que celles-ci ne sont pas tenues, comme les premières, d'être « parfaitement imitées ». Il pose des conditions de réception : il faut que ses figures soient faciles à reconnaître, et qu'elles enrichissent le sujet d'idées abstraites que les personnages ne peuvent exprimer par leur action. « On doit regarder l'allégorie comme autorisée, lorsque l'Artiste traite un sujet emprunté d'un Poëte, qui a lui-même employé ce langage ». De ce fait, l'allégorie est un délice de personnes cultivées, capable de reconnaître l'allusion, et semble souvent ridicule aux autres. « C'est ce qui arrive de presque toutes les compositions absolument allégoriques. On peut justement avancer qu'elles se rapprochent de ce que nous nommons énigmes ».
Toute œuvre figurative est susceptible d'être interprétée comme une allégorie, quelles qu'aient pu être les intentions affichées du commanditaire et de l'auteur.
L'allégorie, courante à toutes les époques, commence à tomber en disgrâce vers la fin du XVIIIe siècle, avec la montée de la sensibilité romantique. Hegel lui reproche une froideur, un manque de vie, en expliquant qu'un être allégorique, abstrait, dépourvu d'individualité, ne possède que « la forme vide de l'individualité ». Les principes qui ont amené l'Académie à lui accorder la supériorité se trouvent ainsi retournés contre elle ; la prétention des arts visuels d'accéder au monde des idées apparaît comme une vaine tentative. Le Vocabulaire technique et critique de la philosophie publié de 1902 à 1923 affirme « la froideur, la pauvreté, la fadeur des allégories (…) nécessairement artificielles et toujours compliquées ». Il existe cependant des allégories simples, et d'autres n'ont ni pauvreté, ni fadeur. C'est que la qualité d'une allégorie réside dans la correspondance entre la représentation et l'idée. Si une œuvre d'intention allégorique semble froide, cela peut-être aussi bien que parce que son auteur a échoué à donner vie à ses personnages, que parce que cet objectif serait impossible.
Il se peut aussi que les commanditaires aient désigné comme allégorie une œuvre voulue « froide », qui ne mobilise aucun sentiment chez les spectateurs, ce qui définit en toute rigueur un emblème.

### Allégorie et réalisme

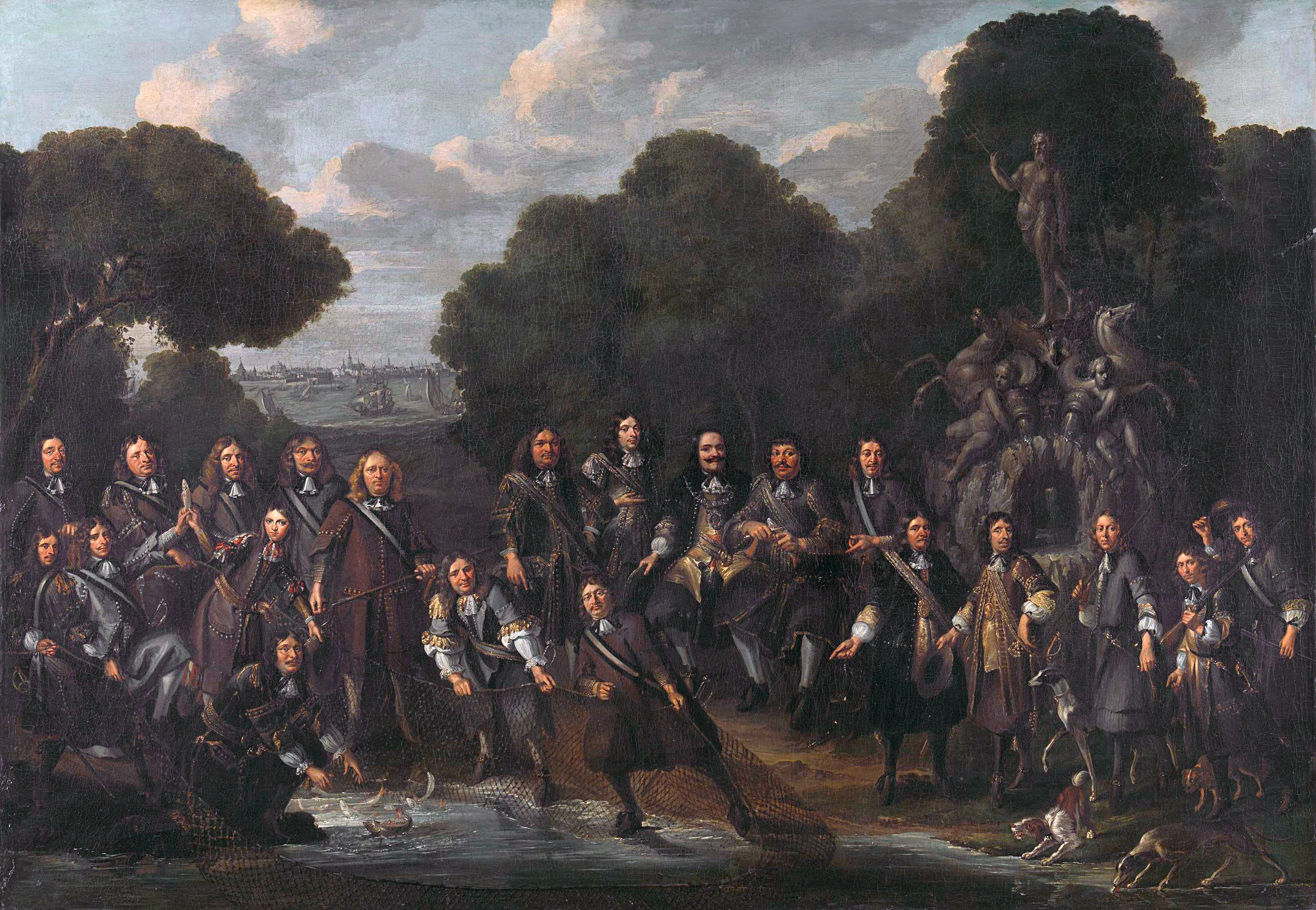
Willem Eversdijck, Allégorie de l'expansion de la pêche hollandaise après la deuxième guerre anglo-néerlandaise. Amsterdam, Rijksmuseum.

Certains courants artistiques s'attachent à montrer des objets et personnages de la vie réelle, plutôt que des figures mythiques. Cela ne les empêche pas de représenter des abstractions par des personnages accompagnés d'objets ou d'actions représentatifs. On considère l’Allégorie et effets du Bon et du Mauvais Gouvernement, une série de fresques du XIVe siècle, comme un des premiers exemples de la peinture de paysage en Italie.
L'école hollandaise, au XVIIe siècle, se caractérise par la célébration du pays et de ceux qui l'habitent. Beaucoup de ses représentations, représentant des types de personnages, que l'on n'identifie pas comme des personnes particulières, peuvent s'interpréter comme des allégories des vertus qui leur sont associées. Dans certaines peintures, l'allégorie est le motif central.
Courbet, figure du courant réaliste en peinture au milieu du XIXe siècle, donne comme sous-titre à sa grande toile L'Atelier du peintre « Allégorie Réelle déterminant une phase de sept années de ma vie artistique (et morale) », affirmant par cet oxymore la vigueur de ses options esthétiques.

### Allégorie et symbolisme
L'allégorie est, à la fin du XIXe siècle, très discréditée en peinture. Cependant Maurice Denis note « Nous nous étonnons que des critiques renseignés, comme M. Georges Lecomte, se soient plu à confondre les tendances mystiques et allégoriques, c'est-à-dire la recherche de l'expression par le sujet, et les tendances symbolistes, c'est-à-dire la recherche de l'expression par l'œuvre d'art ». Sans être informé des querelles de chapelle de l'époque, il est difficile de séparer le symbolisme de la fin du siècle des peintures nettement allégoriques de Puvis de Chavannes une trentaine d'années plus tôt. Les peintres symbolistes ont évité de définir leur principe artistique, se situant principalement par opposition aux réalistes et aux impressionnistes. La philosophie discute de la distinction entre  allégorie et symbole ; à la fin du XIXe siècle, Jules Adeline définit l'allégorie comme représentation de personnages symboliques.

## Interprétation
L'interprétation d'une œuvre traduit en discours ses éléments graphiques. Elle est potientiellement infinie. L'iconologie peut trouver matière à rébus dans chaque détail et chaque ligne de construction de la composition picturale. Présenter une œuvre comme une allégorie invite à cette démarche.
Pour déchiffrer le sens d'une allégorie, c’est-à-dire l’associer à une idée, il faut connaître les représentations communes qui relient les attributs ou leurs groupements à une idée. Ces associations varient au cours du temps.
Un même thème de peinture ou de sculpture peut se trouver réinterprété lorsque les codes et associations symboliques  ont changé. Ainsi, l'allégorie de la Liberté éclairant le monde du sculpteur Auguste Bartholdi qui orne le port de New York emploie une femme tenant un flambeau, attribut et symbole qui l'auraient fait associer au XVIIIe siècle dit « siècle des Lumières » à la Raison ou à la Sapience tandis que la Liberté se figurait avec un chapeau à la main; elle porte aussi sur le bras gauche des tables ou un livre qui s'associent le plus souvent à la Loi. 

### Inscriptions

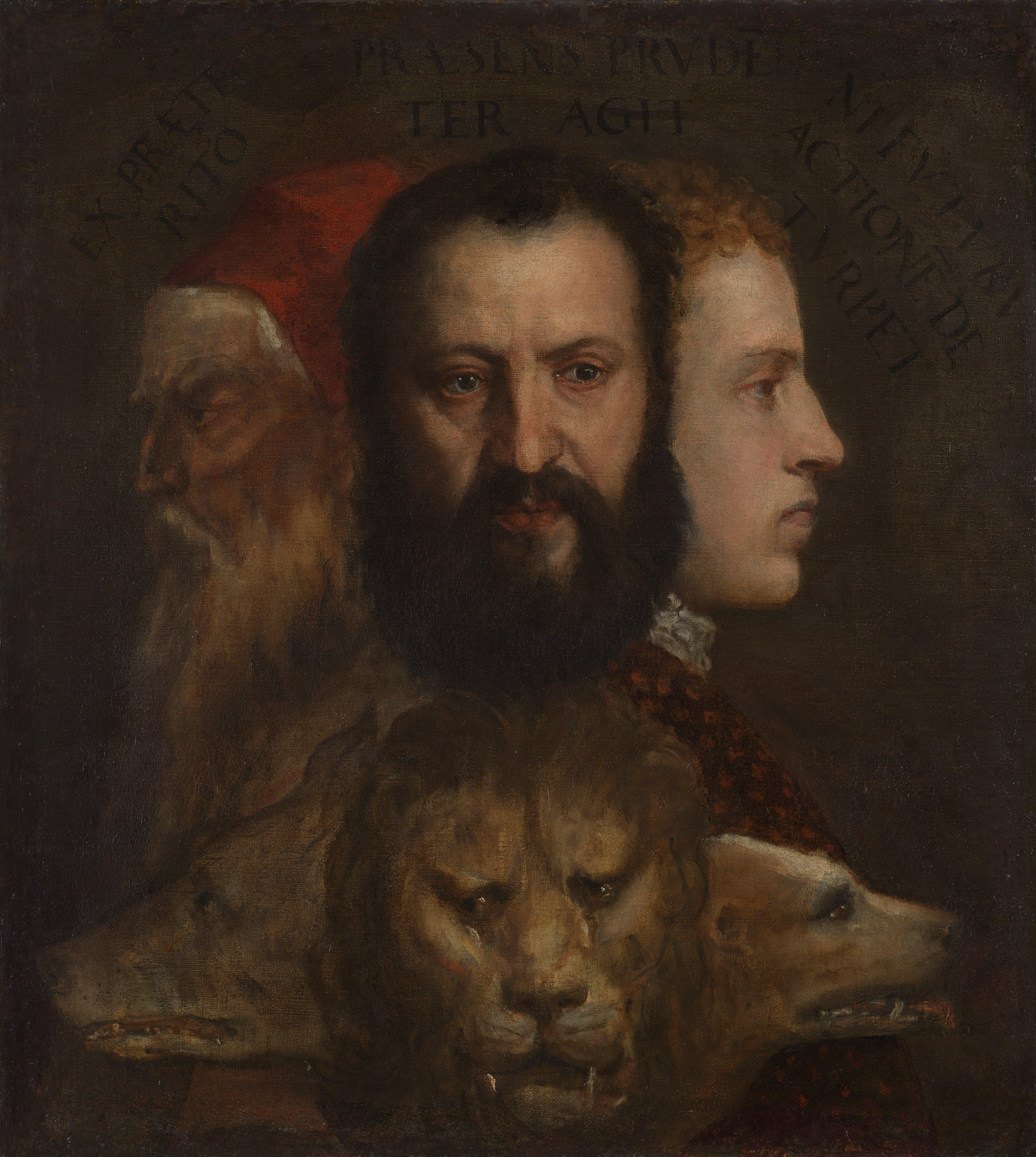
Titien, Allégorie du temps gouverné par la prudence.

La plupart des tableaux et sculptures allégoriques inscrivent une interprétation sous la forme d'un « sujet » dans le titre, voire dans l'espace même du tableau, comme le fait, par exemple, Giotto dans ses allégories des vices et des vertus. Trois siècles plus tard, Cesare Ripa recommande encore cette pratique : « Ces images (…) font aussitôt désirer à l’esprit de savoir ce qu’elles signifient. Mais surtout cette curiosité se redouble par leur inscription. En effet, il faut nécessairement qu’elles en aient une, si ce n’est quand elles sont en forme d’énigme, pour ce que, sans la connaissance du nom, il est impossible de parvenir à la chose signifiée ». Pour Ripa, en effet, « le plaisir qu'une figure allégorique est censée procurer provient de l'adéquation que l'on pourra découvrir entre les attributs imagés et le concept abstrait désigné par l'inscription. »
Une inscription latine en haut du tableau élucide le sens de l’Allégorie du temps gouverné par la prudence du Titien. Sans elle, ce tableau serait une énigme car la bête tricéphale — à tête de loup, de lion et de chien — est un complexe symbolique qui remonte à l'ancienne Égypte : le loup représente le passé — « il dévore le souvenir et emporte tout ce qui peut rester de notre présent » —, le lion incarne la force du présent et « le chien, soucieux de plaire, représente l'avenir ». Ces têtes servent de soubassement à trois têtes d'homme : celle de Titien vieux pour le passé, celle de son fils pour le présent et celle d'un jeune parent pour le futur.

## Types

### Allégorie simple

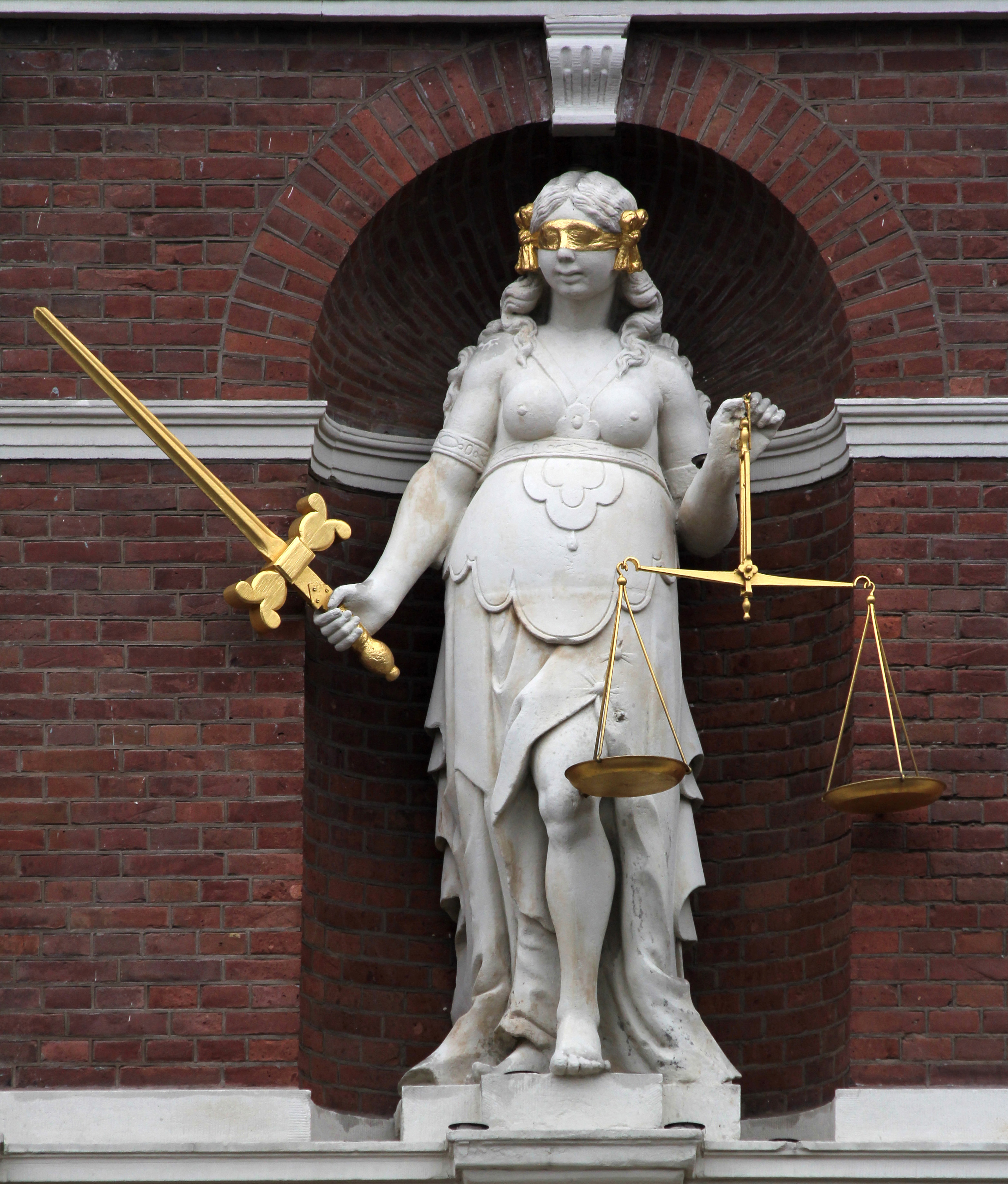
Allégorie de la Justice (Hôtel de ville de Haarlem).

Une allégorie simple présente une seule figure avec ses attributs.
La Justice est représentée le plus souvent par une femme les yeux bandés tenant une balance, attributs symbolisant respectivement l’indifférence aux apparences et l'évaluation des arguments qui lui sont présentés. La Justice dont il est question ici est donc l'institution et celle qui se dégage du débat judiciaire ; aussi cette allégorie orne-t-elle en général les lieux qui lui sont consacrés. Elle s'oppose implicitement à d'autres notions de la justice courantes dans la même société (vertu cardinale ou vengeance, par exemple). Les yeux bandés se retrouvent dans une allégorie de la chance, aussi indifférente à la position sociale, la balance dans une allégorie du commerce. 
La représentation d'un homme musculeux avec comme attributs une enclume et un marteau peut se comprendre comme une allégorie du travail, directement ou indirectement. Si l'homme est barbu, comme les dieux grecs, il peut s'agir d'une effigie de Héphaïstos ou de Vulcain, ce qui enrichit la première interprétation des mythes qui se rapportent à ces personnages. Si le titre de l'ouvrage indique clairement qu'il s'agit d'une allégorie du travail, l'œuvre déclare implicitement que ce genre de travail est le plus représentatif de l'idée de travail et associe celle-ci au genre masculin.

#### Allégorie de divinité mythologique
Comme le mythe est, dans l'ordre du discours et de la rhétorique, une allégorie, la représentation de personnages mythologiques munis de leurs attributs caractéristiques relève du genre allégorique : « Une figure mythologique est donc d’emblée allégorique, car elle exprime autre chose qu’elle-même ».
Ce type d'allégorie renvoie aux connaissances liées à la mythographie communément admise pour les dieux, héros ou personnages légendaires qu'elle évoque. Comme les associations symboliques de ceux-ci sont assez fluides, et que les mythes contiennent une foule de détails que l'on peut considérer comme significatifs, les conclusions que les spectateurs tirent de l'ouvrage sont souvent sujettes à discussion.

#### Figures allégoriques nationales
Les nations occidentales ont largement utilisé des allégories pour constituer des emblèmes un peu plus décoratifs et plus riches en symboles que le drapeau national. Elles permettent d'associer à l'idée nationale des caractères qu'on attribue à la collectivité qui les emploie. Selon des clichés, la nation est la mère patrie, et la mère aime indistinctement ses enfants : la Mère Russie, Columbia aux États-Unis, Marianne en France, Germania en Allemagne, Britannia en Grande-Bretagne, Helvetia en Suisse, etc. D'autres représentations associent le caractère national à un bestiaire proverbial :  le coq gaulois, l'ours russe. Des créations de l'art peuvent devenir des emblèmes nationaux : John Bull en Angleterre, l'Oncle Sam.

### Allégorie complexe
L'allégorie complexe intègre dans la composition plusieurs sujets et personnages allégoriques.

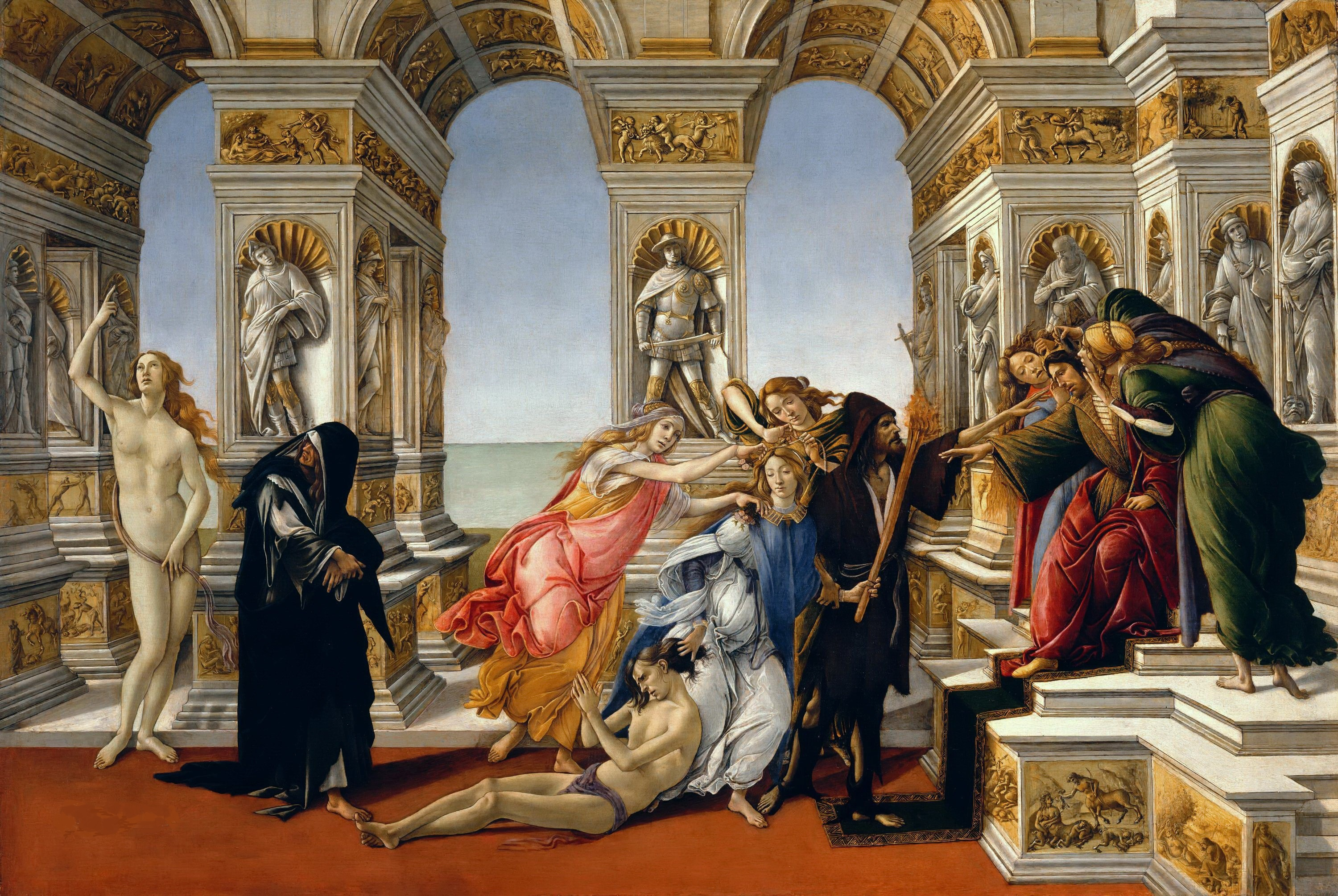
La Calomnie, Botticelli vers 1495.

La Calomnie, d'Apelle, peinte par Sandro Botticelli vers 1495, reproduit un tableau d'Apelle ( IVe siècle av. J.-C.) d'après la description de Lucien de Samosate. En retrait à gauche du tableau, une jeune femme représente la Vérité, complètement nue mais dépourvue de sensualité. À côté, une vieille femme en toge noire représente la Pénitence ou le Remords. Un homme en guenilles qui représente la Haine conduit une femme richement vêtue brandissant une torche, qui représente la Calomnie, qui traîne par les cheveux un homme nu à terre, tandis que la Séduction et la Fourberie la coiffent. Sur la tribune, un juge montre un visage accablé alors que deux femmes, le Soupçon et la Duperie, lui susurrent à l'oreille.
Dans l'allégorie Melencolia (1514), Dürer représente un ange assis, le regard fixé sur un volume géométrique avec un livre sur les genoux un compas à la main. Des instruments de mesure et des outils l'entourent. Une bête volante portant l'inscription « Melencolia I » entre un arc-en-ciel impossible — dans la direction du soleil — et l'horizon rectiligne engage à considérer tous les éléments comme un éloge de la mélancolie, placée au-dessus de la ville commerçante en contrebas. Au XVIe siècle, la mélancolie est un trait de la personnalité, un tempérament qui entraîne vers la pensée solitaire et l'abstraction, ce qui a conduit Walter Benjamin à associer ce caractère à la création artistique.
Dans Les Proverbes flamands (1559), Pieter Brueghel l'Ancien illustre des proverbes ou dictons alors en usage en Flandre, raillant des inconséquences ou des défauts, tels : Attacher le grelot au chat, Parler avec deux bouches, L'un tond le mouton, l'autre le porc, Il veut enfoncer un mur avec sa tête, Il porte la lumière au jour avec un panier, etc. Le nombre de dictons identifiés varie entre 85 et 118, selon les interprétations.

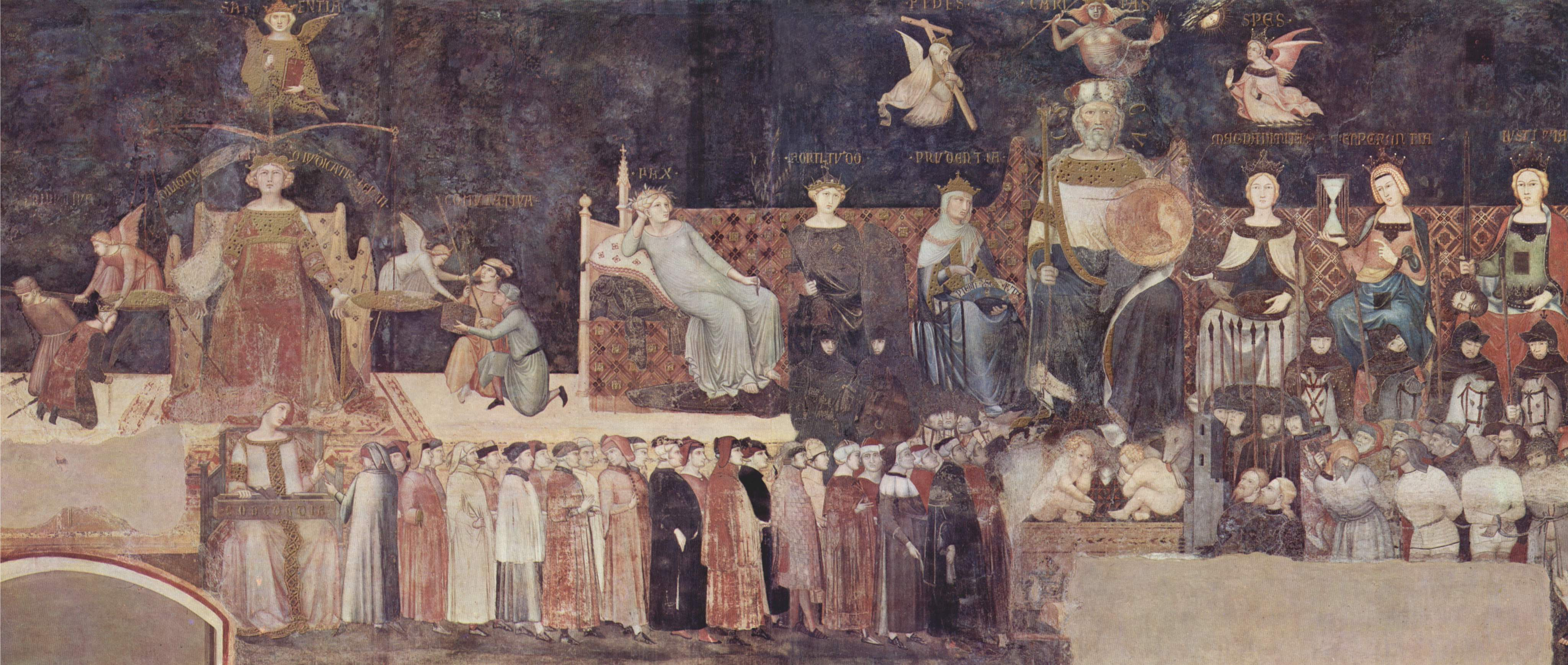
Allégorie du Bon Gouvernement, Ambrogio Lorenzetti, 1338-1339
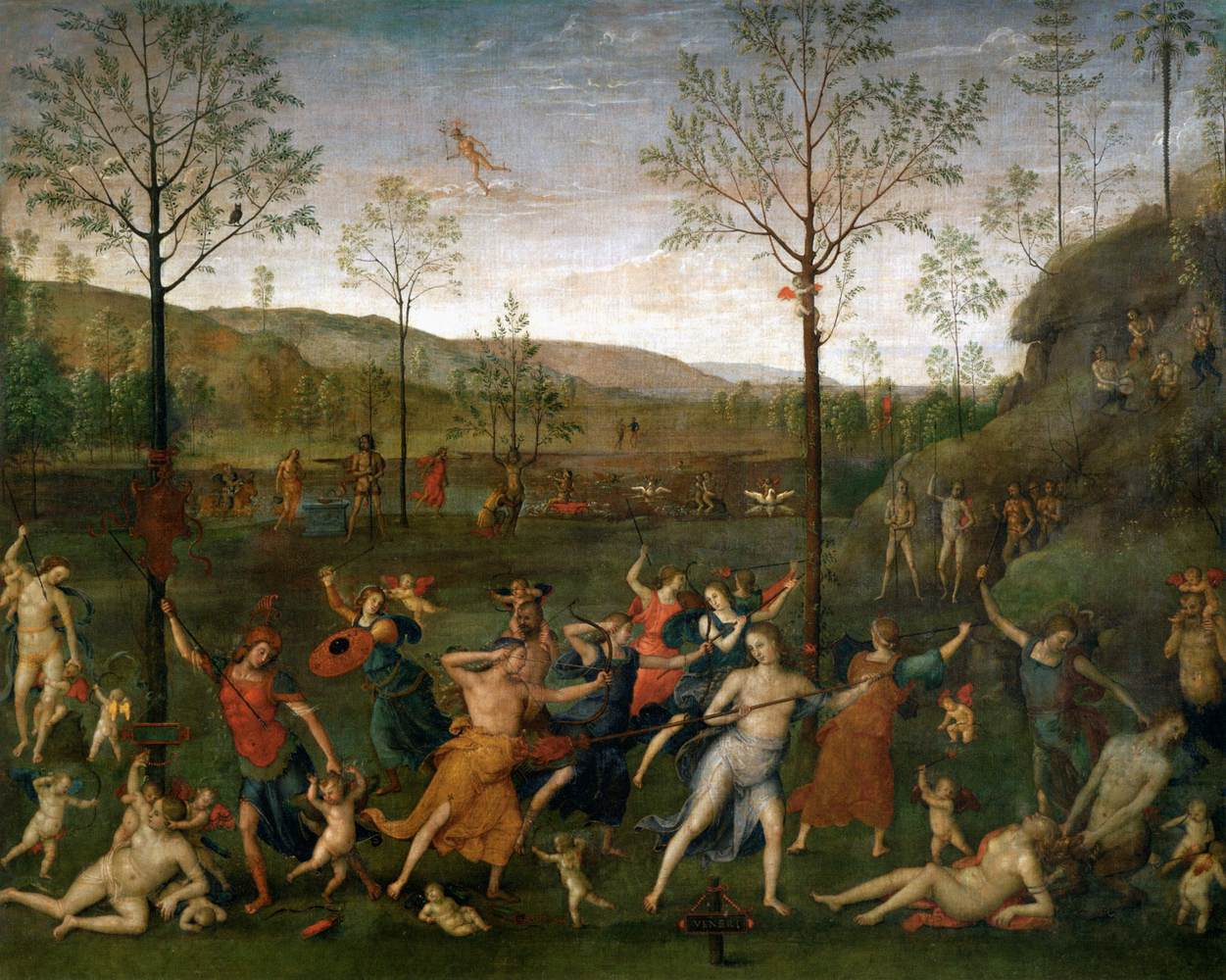
Le Combat de l'Amour et de la Chasteté, Le Pérugin 1503
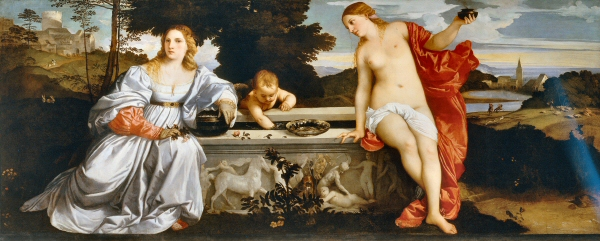
Amour sacré et Amour profane, Titien, 1514.
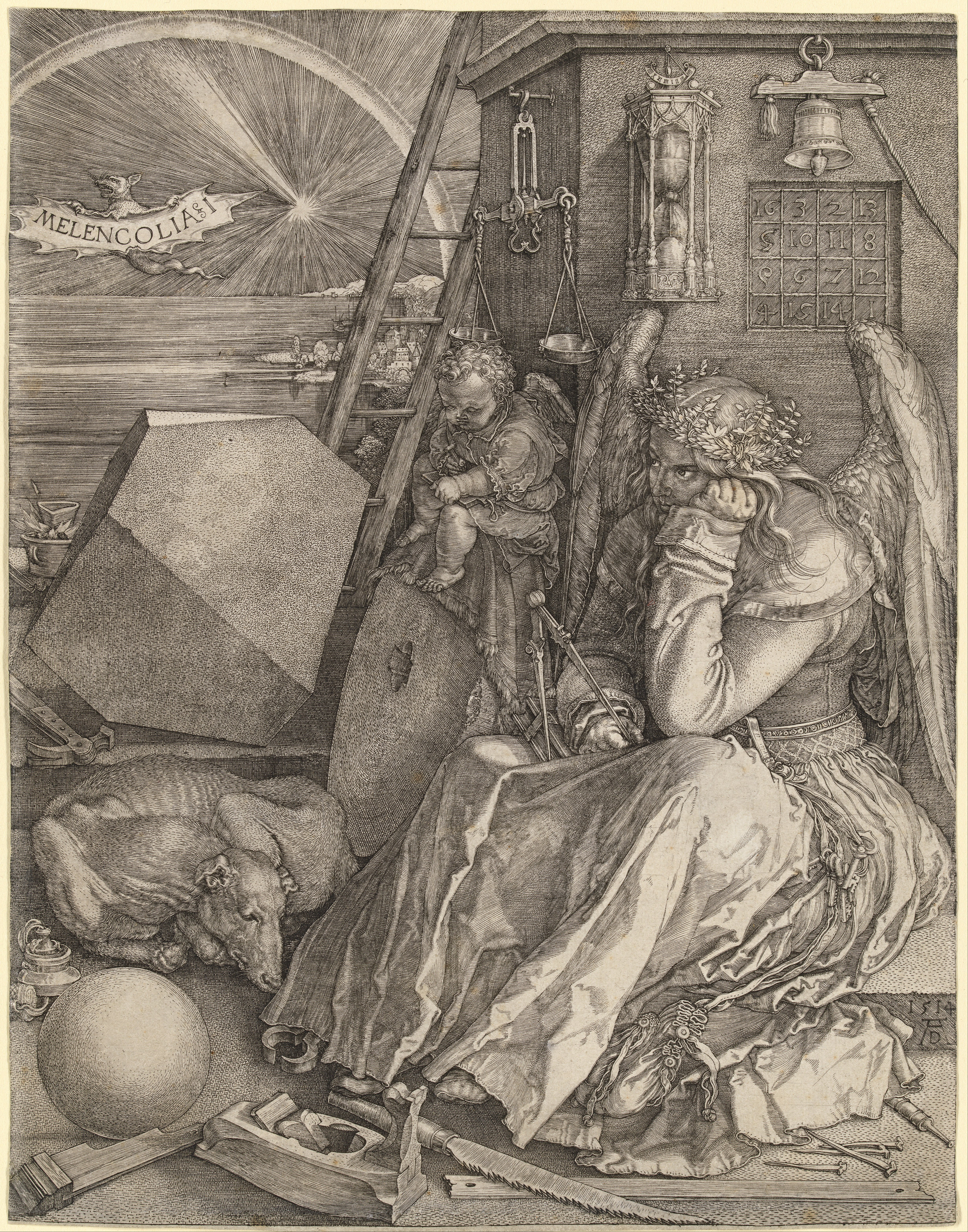
Melencolia, Dürer, 1514
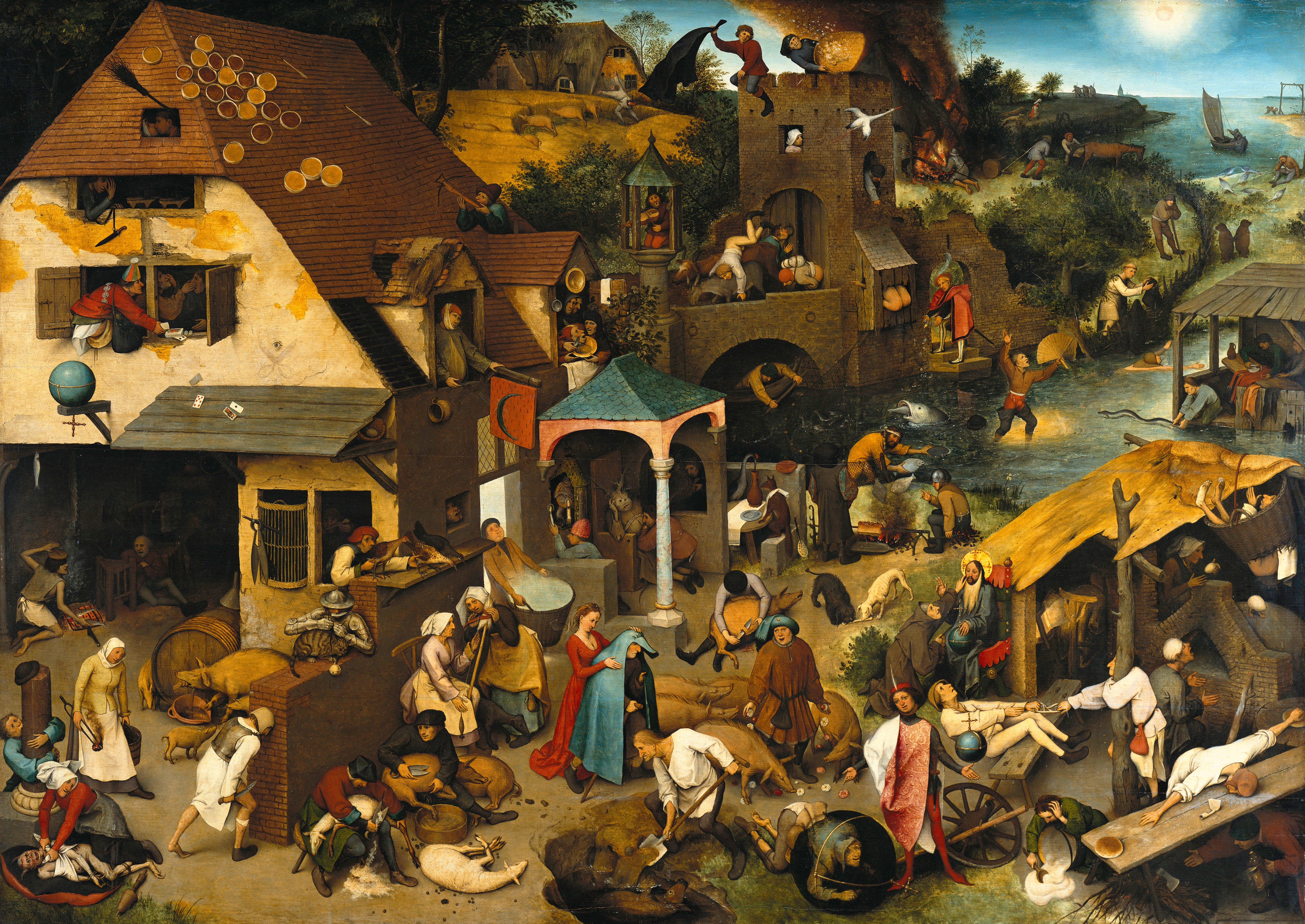
Les Proverbes flamands, Pieter Brueghel l'Ancien, 1559 (cliquer sur l'image pour afficher les dictons correspondants)
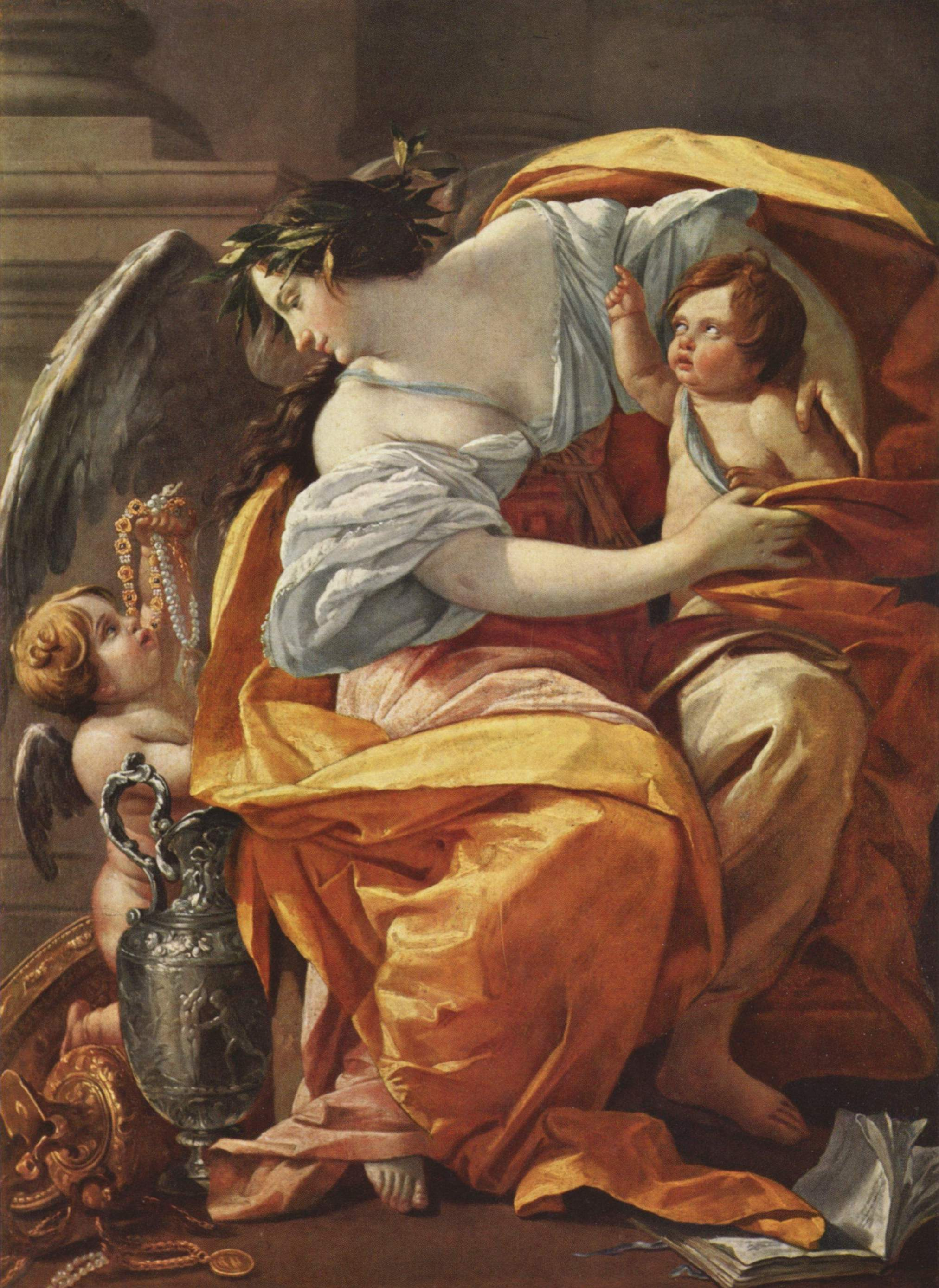
Allégorie du mépris des richesses, Vouet, 1630
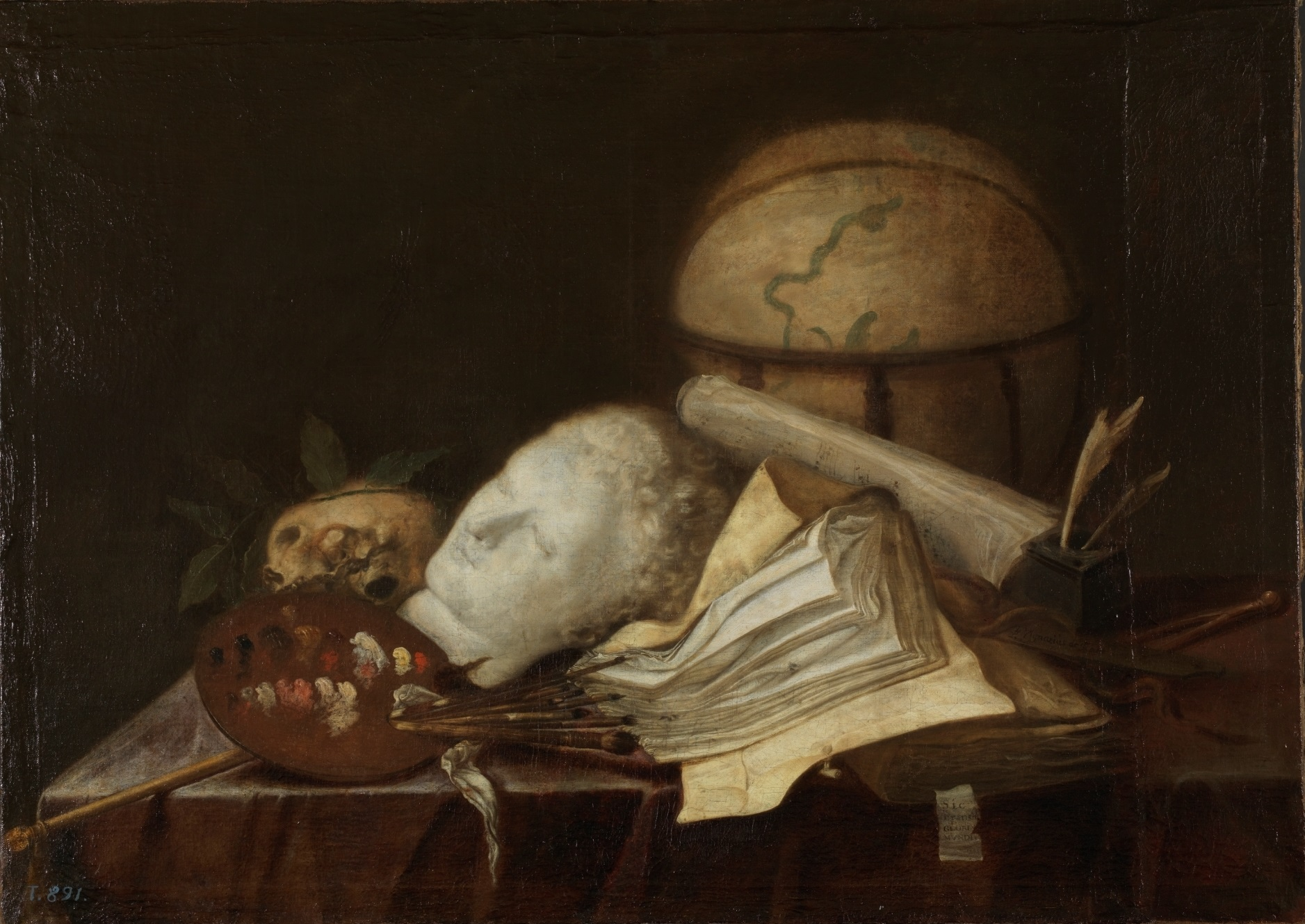
Allégorie des arts et des sciences, Ignacio Raeth, 1649.
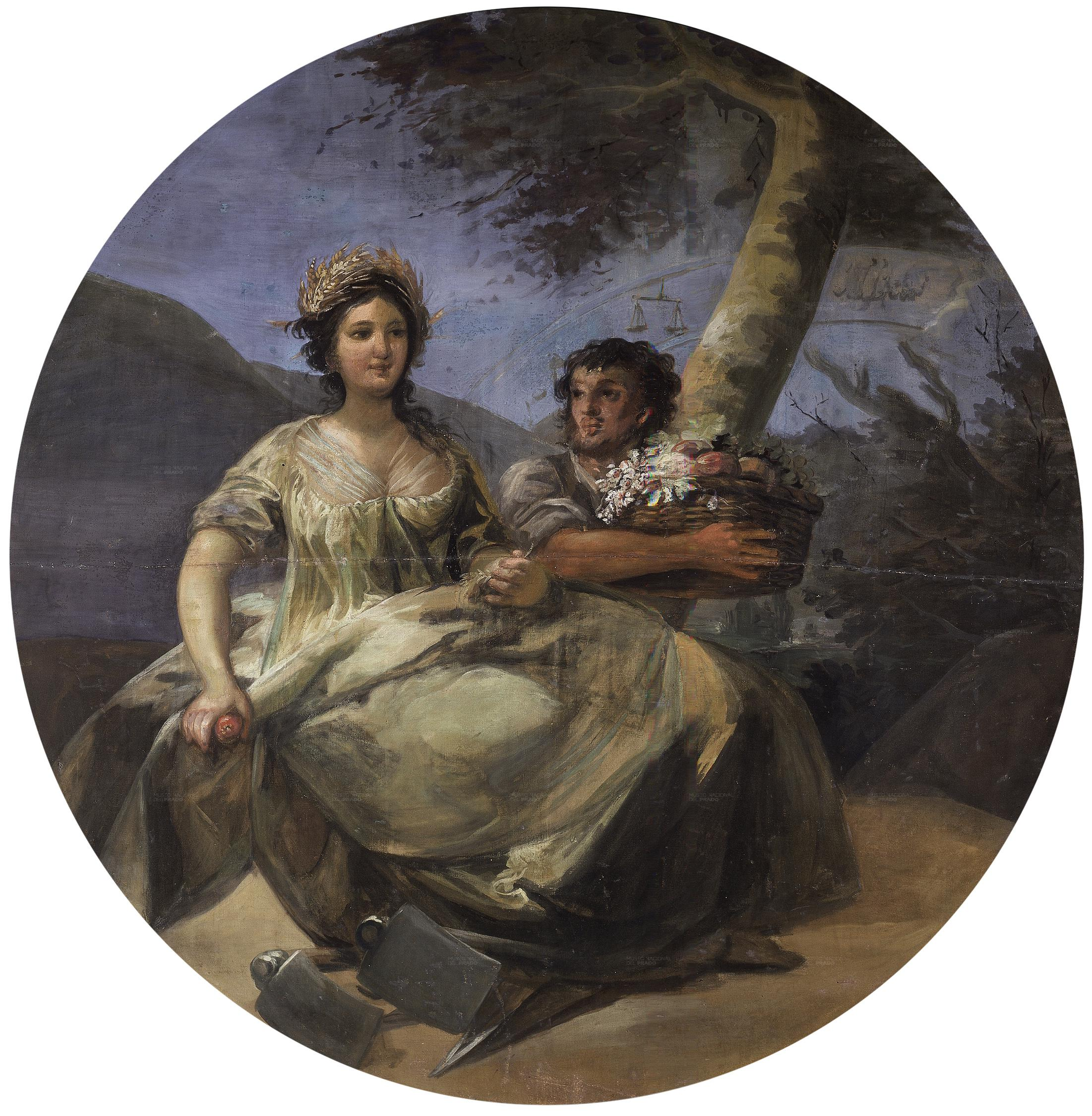
Allégorie de l'Agriculture, Goya, 1804.
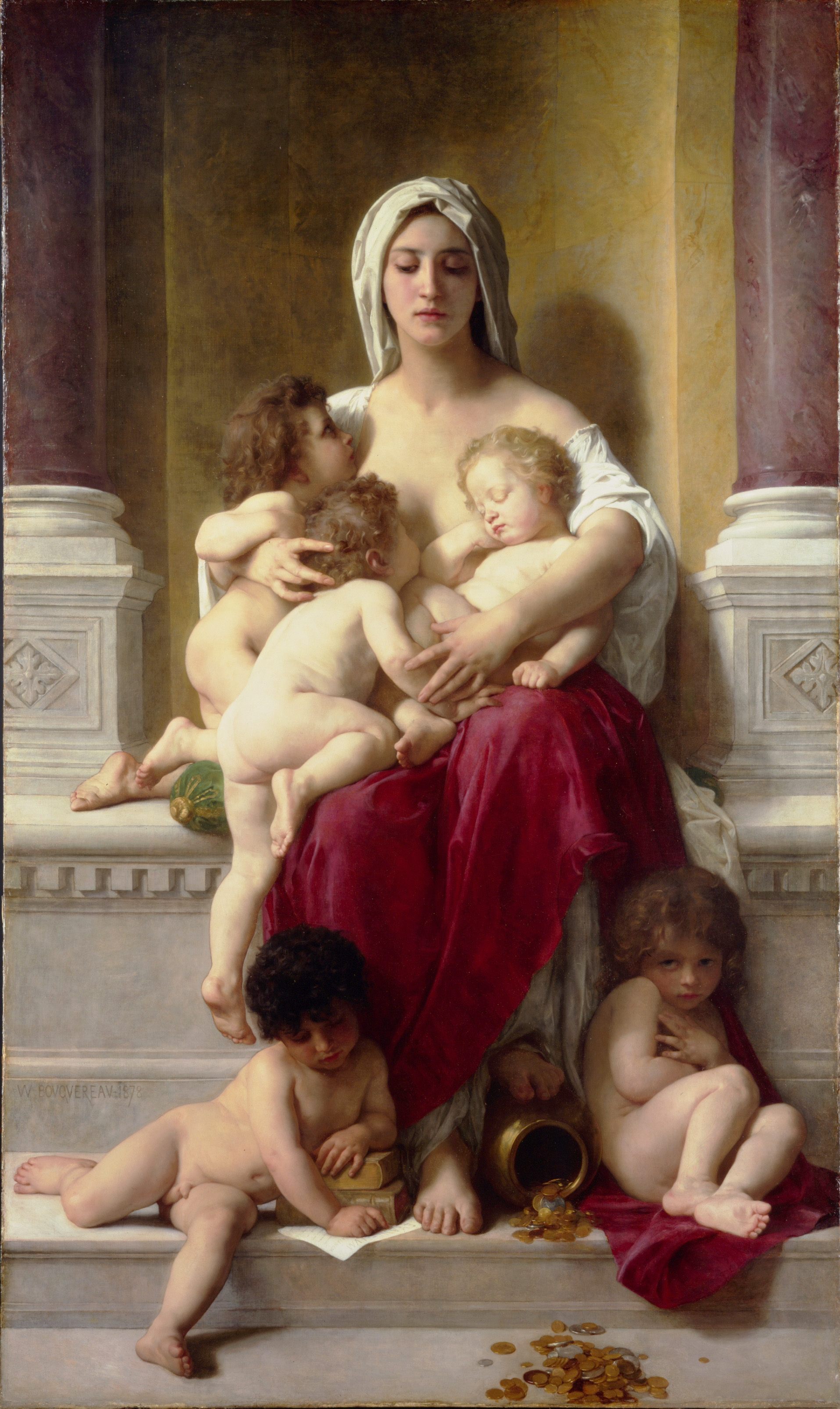
La Charité, Bouguereau , 1878.

### Allégorie prétexte
Un titre peut désigner une œuvre comme allégorie pour masquer des motifs bien différents. Les commerçants étaient au XIXe siècle finissant, presque tous des hommes ; leurs instruments sont la balance, l'argent, les chariots et autres moyens de transport. La divinité grecque qui les favorise, Hermès, est masculine (quoique ambiguë). La répartition sociale traditionnelle donne aux femmes le domaine de la maison, aux hommes le domaine extérieur. Pourquoi trouve-t-on des sculptures figurant des femmes nues sous le titre Allégorie du commerce ?
On reprochera à Manet de n'avoir voilé la figure féminine de son pastiche du Titien, Le Déjeuner sur l'herbe, refusé au Salon de 1863, d'aucun titre allégorique ; la même année, Cabanel fait admettre une femme nue sous le titre La naissance de Vénus.
Un titre allégorique, dans la caricature, peut servir d'alibi à une intention satirique manifeste.

## Sculpture
L'allégorie en sculpture suit les courants de l'art en général ; on en trouve à foison du XVIe siècle au XXe siècle, aussi longtemps que la figuration domine le champ artistique. 
Chacune des vingt-quatre statues de la Grande Commande de Louis XIV de France pour le parc du château de Versailles est une allégorie, représentant une des quatre parties du monde, des quatre éléments, des quatre saisons, des quatre parties du jour, des quatre complexions de l'homme et des quatre genres poétiques.
Les tombeaux monumentaux sont parfois ornés de statues allégoriques. Ainsi, le tombeau de Louis XII de France et d'Anne de Bretagne son épouse, à Saint-Denis, est encadré par les allégories des quatre vertus cardinales classiques : Justice, Force, Tempérance et Prudence.
Les fontaines sont souvent ornées de statues de divinités associées aux fleuves et océans. Parmi les nombreuses fontaines de Rome : fontaine de Trevi, Fontaine de Neptune, Fontaine du Triton, Fontaine des Naïades...  À Paris, les statues de la Nymphe fluviale ailée et de la Nymphe maritime illustrent les fontaines du Théâtre-Français. Buenos Aires possède sa Fontaine des Néréides, Palerme attire les visiteurs autour de la monumentale Fontana Pretoria. 
À la fin du XIXe siècle, les bâtiments officiels et jardins publics sont ornés d'innombrables allégories de la République, de la Nation, du Commerce, des Arts, de l'Industrie, de l'Agriculture…

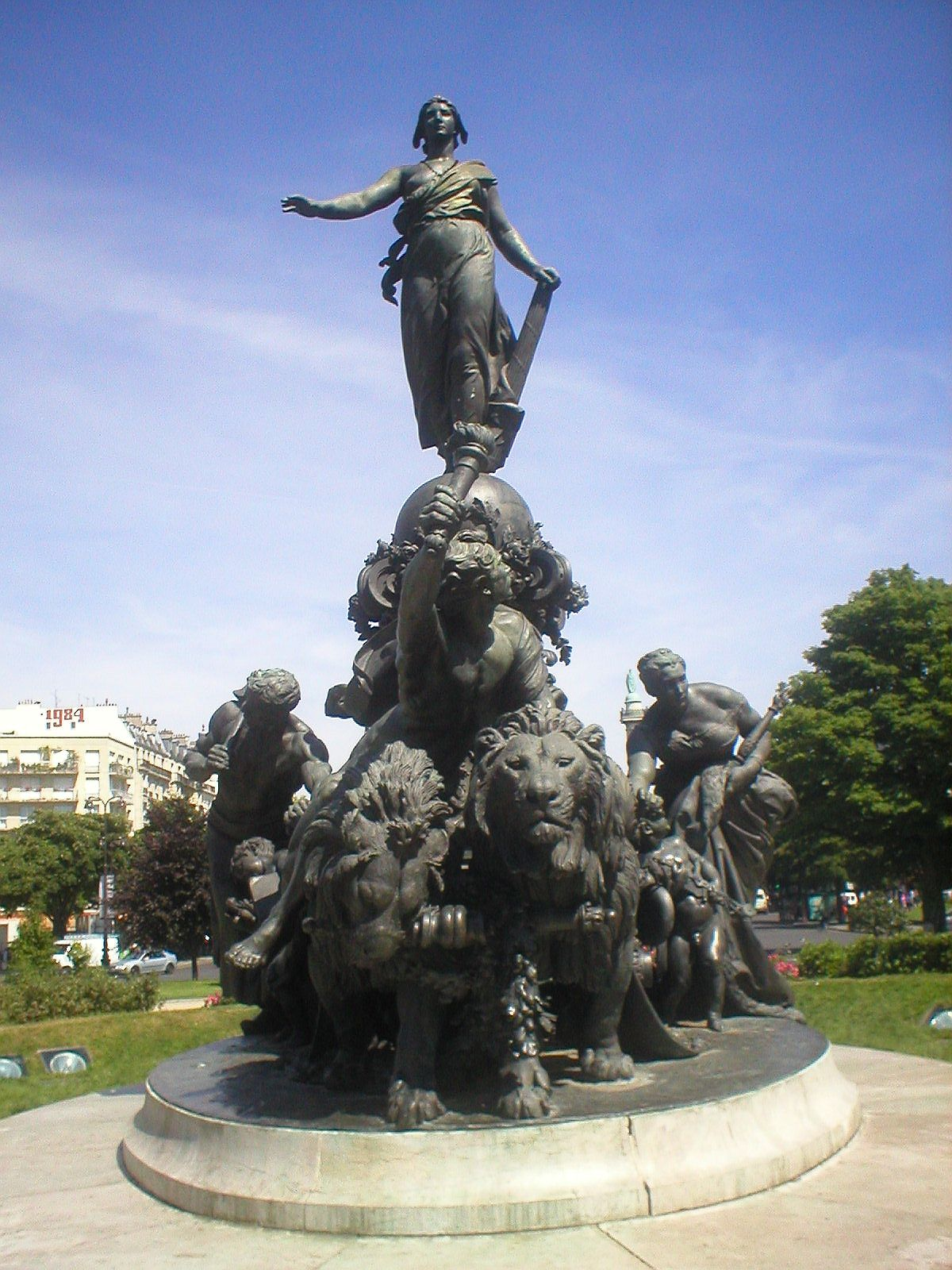
Triomphe de la République, par Jules Dalou
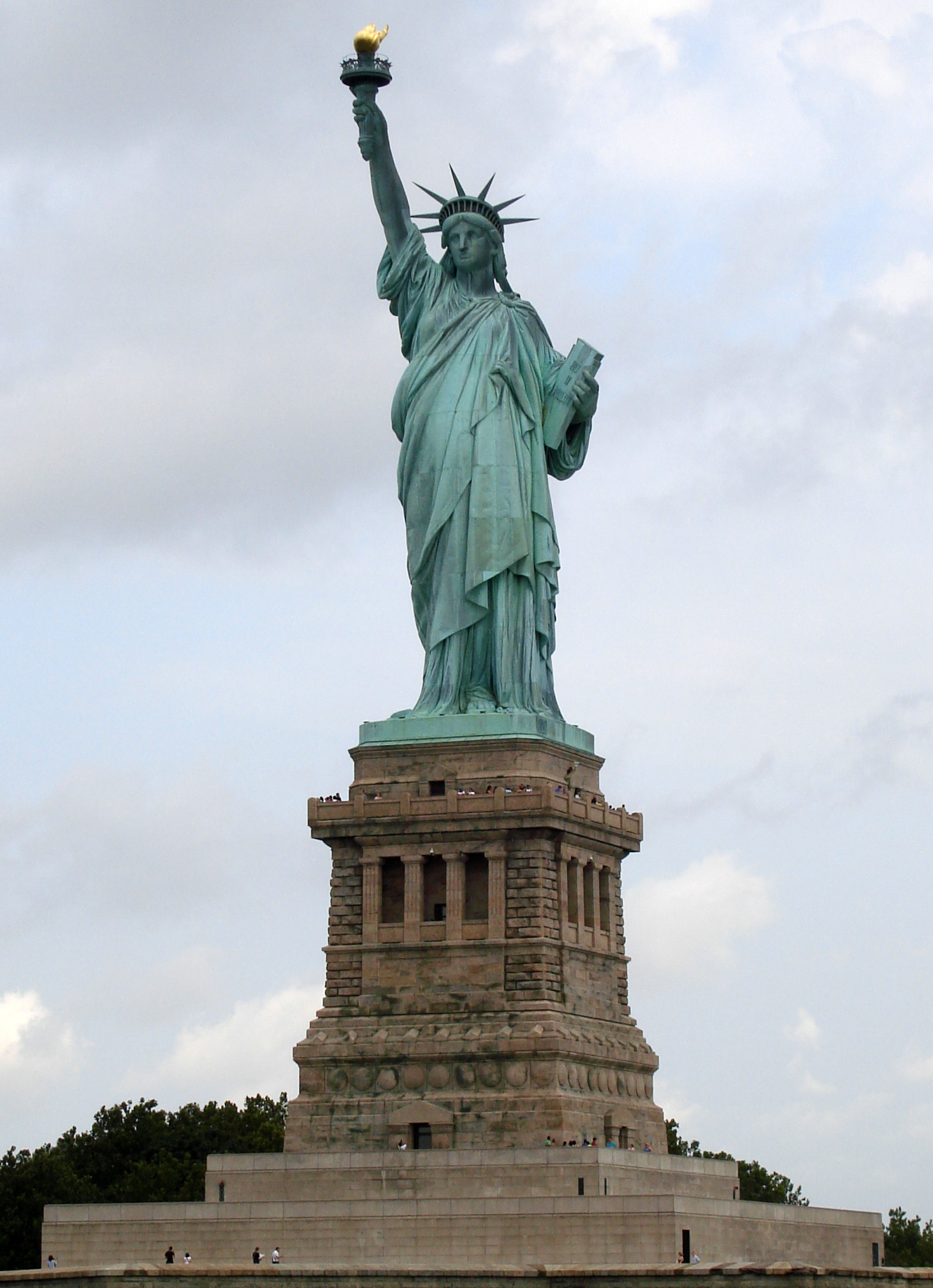
La Liberté éclairant le monde, par Auguste Bartholdi
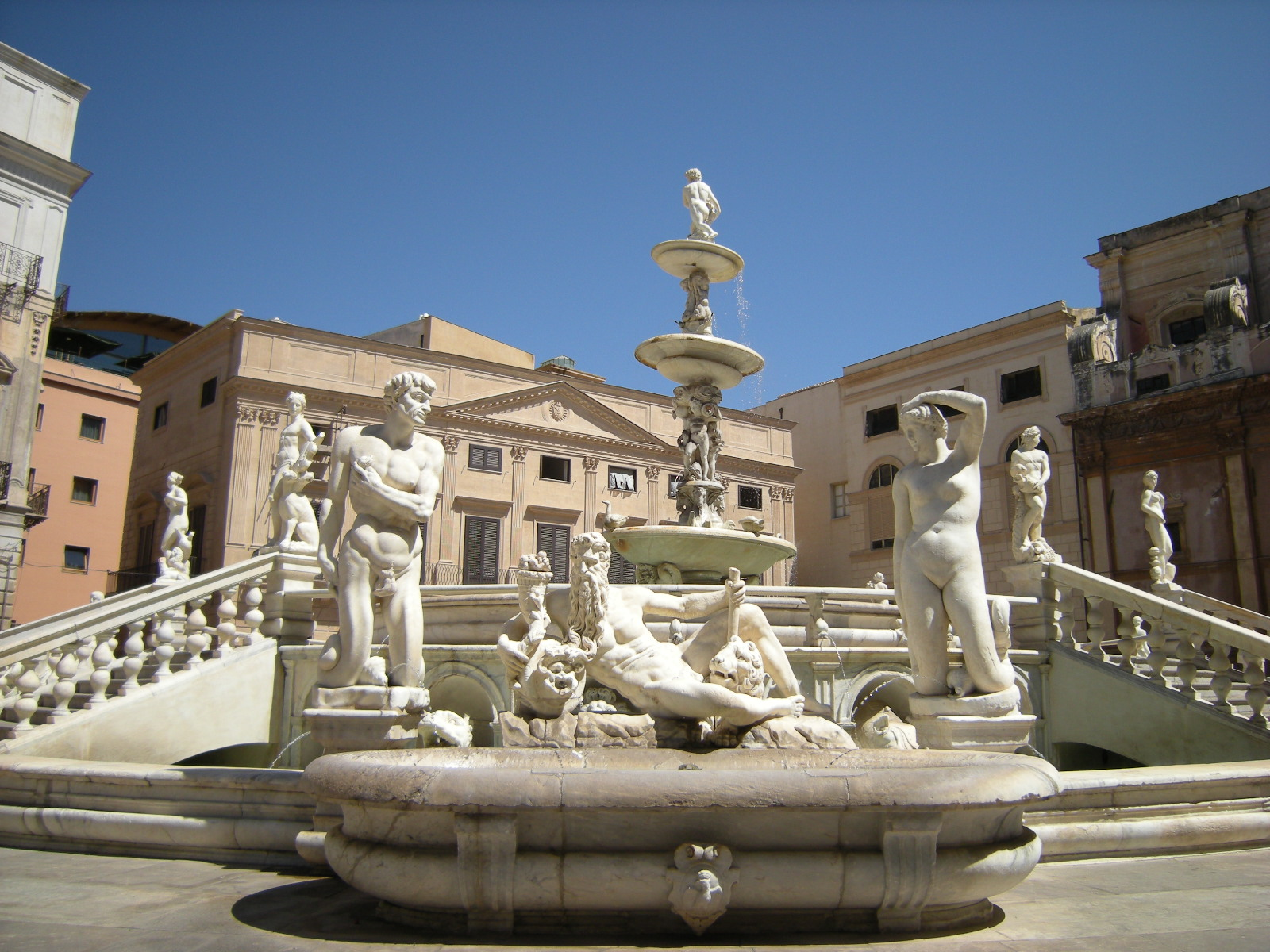
Fontana Pretoria, Palerme, 1574
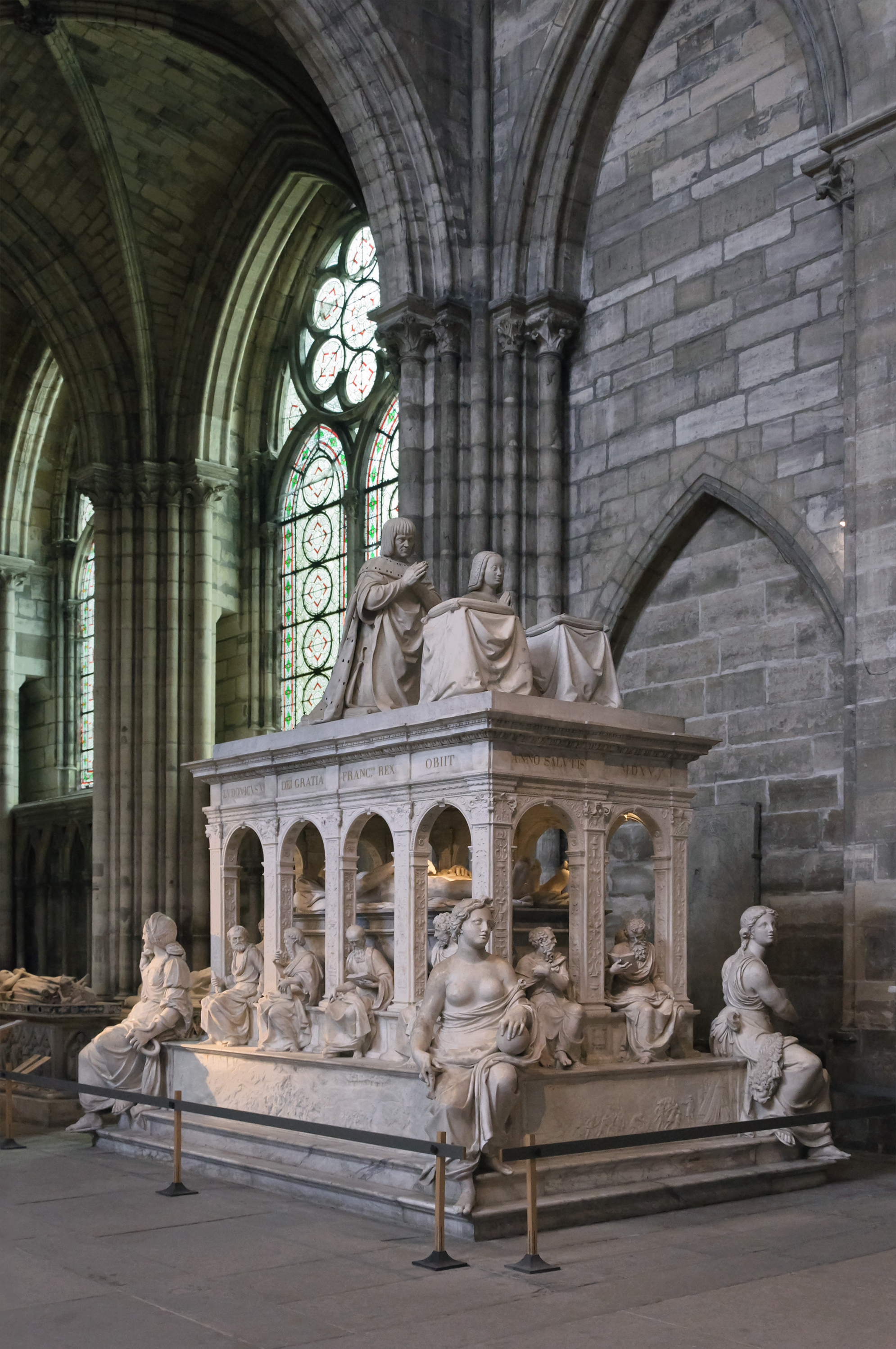
Tombeau de Louis XII et Anne de Bretagne, XVIe siècle

## Autres arts visuels
La caricature fait souvent appel à l'allégorie. En « jouant sur des détails incongrus, le caricaturiste signale un sens caché tout en le rendant assez lisible pour que sa compréhension s’impose au spectateur ».
La propagande et la publicité peuvent utiliser l'allégorie dès lors que les éléments mis en scène sont suffisamment associés à l'idée qu'ils veulent promouvoir. Elles peuvent aussi créer un personnage allégorique, comme l'a fait James Montgomery Flagg avec l'oncle Sam pour une campagne de recrutement en 1917.
La bande dessinée destinée à la jeunesse joue volontiers sur des personnages allégoriques. L'Oncle Picsou de Walt Disney se lit aisément comme une allégorie de l'entrepreneur américain, toujours actif et positif mais égoïste et obsédé par l'argent. La série Astérix le Gaulois de Goscinny et Uderzo peut se lire comme une allégorie satirique de divers traits nationaux — français, espagnols, suisses, belges, britanniques — avec des personnages extrêmement typés.
La photographie peut aussi jouer sur l'allégorie comme le montre la production de nombre d'artistes contemporains. Ces allégories sont souvent construites à partir des représentations classiques sur lesquelles elles portent un  regard ironique, comme le fait notamment Dany Leriche dans Les Filles de Ripa.

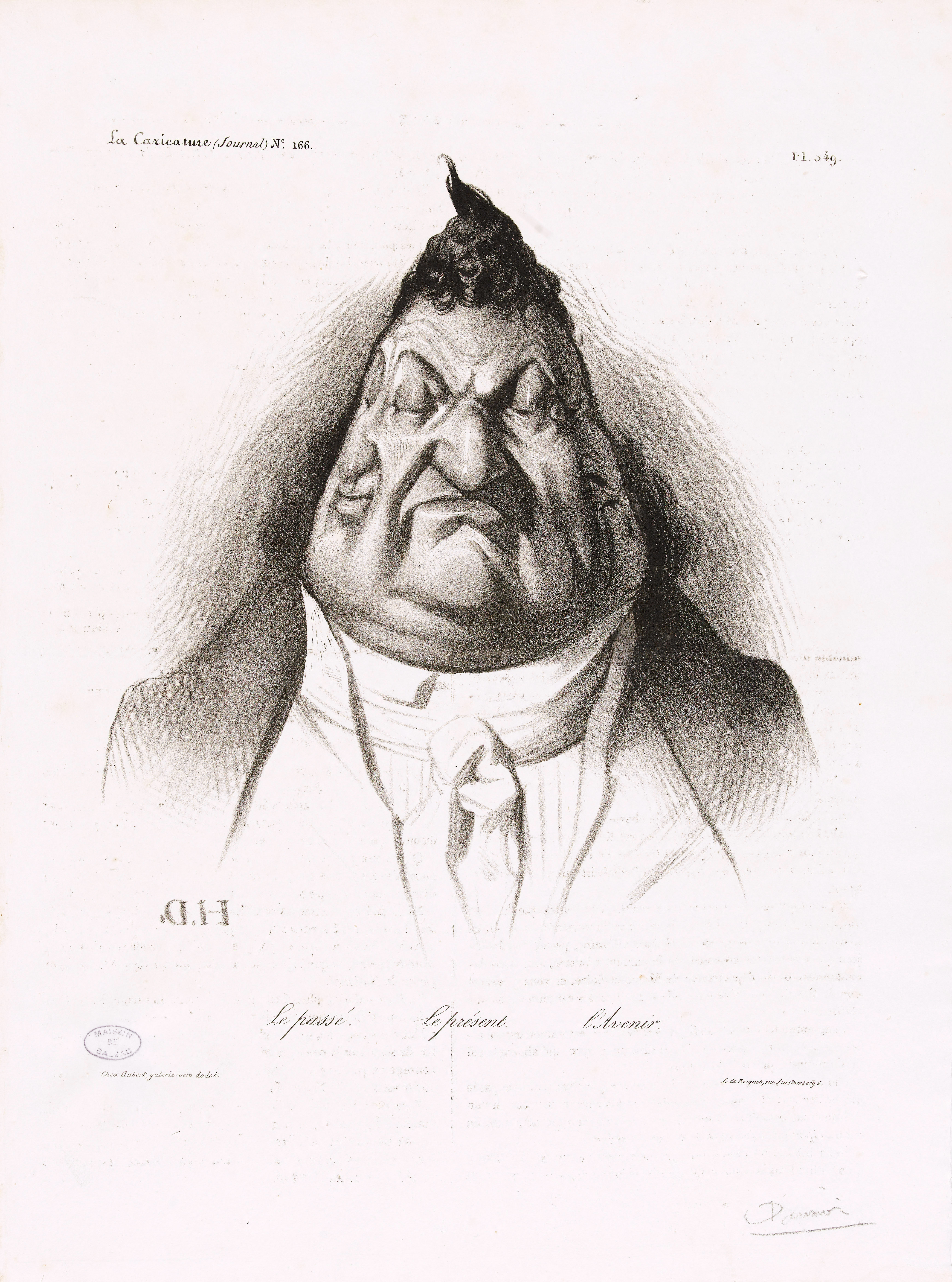
Caricature de Louis-Philippe par Daumier, pastichant l'Allégorie du temps gouverné par la prudence
Campagne de recrutement de 1917
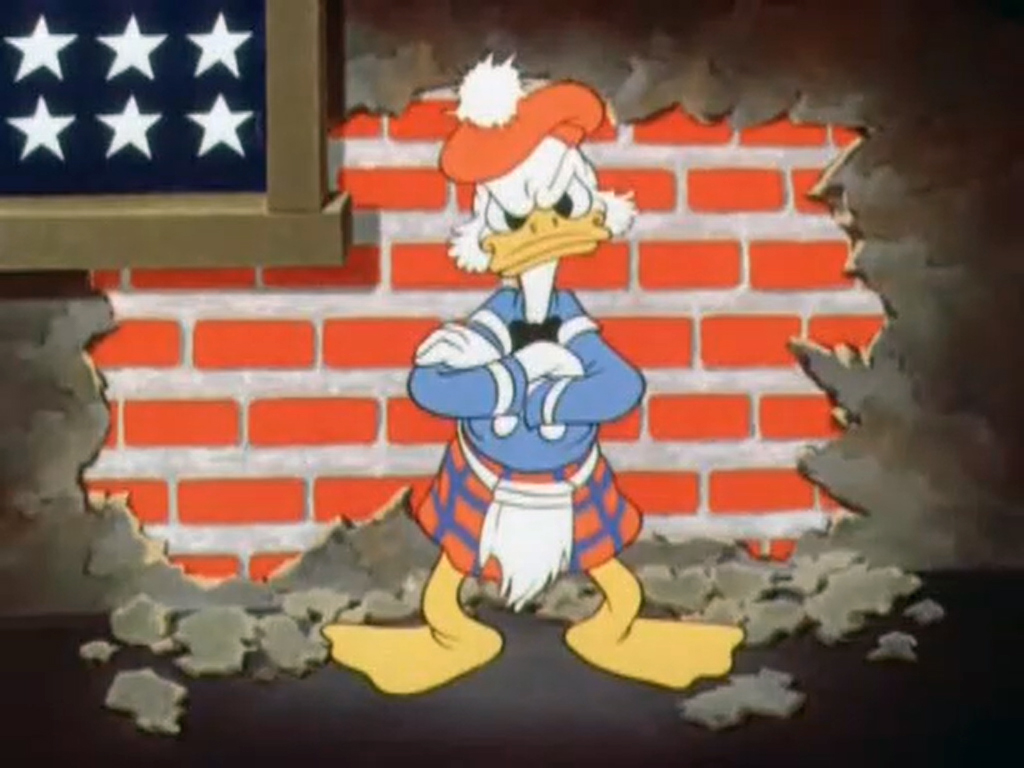
Oncle Picsou de Walt Disney